# Yolo County
Yolo County ligger i den norra delen av den amerikanska delstaten Kalifornien och gränsar, medurs med början i öster, till Sacramento County, Solano County, Napa County, Lake County, Colusa County och Sutter County.  Woodland är regionens huvudstad.
Enligt 2000 års folkräkning hade Yolo County 200 849 invånare. Countyt är ett relativt lantligt jordbruksområde (om man bortser från University of California i dess mitt och delstatshuvudstaden i närbelägna Sacramento County). Yolo County är sätet för den kaliforniska tomatindustrin, som dominerar 90 % av den amerikanska tomatmarknaden. 

## Historia
Yolo County var ett Kaliforniens första counties; det grundades år 1850. 
I den ursprungliga lagen från 1850 stavades namnet ”Yola”. ”Yolo” är ett indiannamn som antingen kan vara en omskrivning av stamnamnet ”Yolloy” (”en plats med riklig vass”), hövdingens namn, Yodo, eller av byn Yodoi.

## Geografi
Enligt United States Census Bureau har Yolo County en total area uppgående till 2649 km². 2624 km² består av land, och 25 km² täcks av vatten. Av totalarean täcks 0,94 % av Yolo County av vatten.

### Angränsande countyn
- Sacramento County, Kalifornien - öst
- Solano County, Kalifornien - syd
- Napa County, Kalifornien - väst
- Lake County, Kalifornien - nordväst
- Colusa County, Kalifornien - nord
- Sutter County, Kalifornien - nordost

## Styre
Countyt styrs av ett råd bestående av fem distriktsförvaltningsmän samt styrelserna i de fyra ingående städerna  Davis, West Sacramento, Winters och  Woodland.

## Demografi
Enligt 2000 års folkräkning levde 168 660 människor och 37 465 familjer i Yolo County. Det fanns 59 375 hushåll i countyt. Befolkningstätheten var 64 inv./km². Det fanns 61 587 fastigheter, i genomsnitt 23 fastigheter per km². Av befolkningen var 67,67 % vita, 2,03 % afrikanska amerikaner, 1,16 % av amerikansk ursprungsbefolkning, 9,85 % asiater, 0,30 % från Hawaii och övriga Stilla havsöar, 13,76 % av annan härkomst och 5,23 % med mer än ett etniskt ursprung. 25,91 % av befolkningen var latinamerikaner.
Av de 59 375 hushållen var 33,60 % barnfamiljer (med barn under 18 års ålder). Dessa barnfamiljer bestod till 47,60 % av gifta par med barn och 11,10 % av ensamstående kvinnor med barn. 23,30 % av alla hushåll hade endast en medlem, och i 7,30 % av fallen levde personer över 65 år ensamma. Det fanns i genomsnitt 2,71 personer i varje hushåll, och den genomsnittliga familjestorleken var 3,25 personer. 
I countyt var 25,20 % under 18 år, 18,30 % mellan 18 och 24 år, 28,20 % mellan 25 och 44 år, 18,90 % mellan 45 och 64 år och 9,40 % var 65 år eller äldre. Medianåldern var 30 år. På 100 kvinnor fanns 95,60 män. På varje hundratal kvinnor över 18 års ålder fanns 92,20 män. 
Medianinkomsten för hushåll i countyt var 40 769 dollar, och medianinkomsten för familjer var 51 623 dollar. Män hade en medianinkomst uppgående till 38 022 dollar mot 30 687 dollar för kvinnor. Inkomsten per capita i countyt var 19 365 dollar. 18,40 % av befolkningen och 9,50 % av familjerna levde under fattigdomsgränsen.

## Städer
- Davis
- Esparto
- West Sacramento
- Winters
- Woodland